# Jamil Hyangho
Jamil Hyangho (* 26. Mai 2003 in Berlin) ist ein deutscher Basketballspieler.

## Werdegang
Hyangho spielte in der Jugend-Basketball-Bundesliga zunächst für die Spielgemeinschaft Higherlevel Berlin, an der die Vereine BG Zehlendorf, Basketball Berlin Süd, SSC Südwest 1947 Berlin und Alba Berlin beteiligt sind. Anschließend spielte er in Albas Jugendmannschaft. Hyangho war Schüler am Schul- und Leistungssportzentrum Berlin.
2021 wechselte der Aufbauspieler in den Nachwuchs des Bundesligisten Basketball Löwen Braunschweig. Für die Niedersachsen spielte er zunächst in der Nachwuchs-Basketball-Bundesliga und zusätzlich im Erwachsenenbereich bei der SG Braunschweig in der 1. Regionalliga. Ende Januar 2023 kam Hyangho erstmals bei den Basketball Löwen Braunschweig in der Basketball-Bundesliga zum Einsatz. Er bestritt bis 2024 insgesamt zwei Bundesliga-Spiele für die Niedersachsen.
Im Sommer 2024 schloss sich Hyangho dem Regionalligisten BBG Herford an.